# Bitwa pod Krzepinem
Bitwa pod Krzepinem – zwycięska bitwa partyzancka stoczona 27 października 1944 roku pod Krzepinem przez oddziały Armii Krajowej i Batalionów Chłopskich przeciwko żandarmerii niemieckiej w sile trzech batalionów.

## Przebieg bitwy
Do walki doszło w czasie akcji oczyszczenia zaplecza frontu wschodniego przez Niemców. Kwaterujący w okolicy Krzepina partyzanci dowodzeni przez majora Adama Szajnę zostali zaatakowani przez 3 bataliony żandarmerii niemieckiej. Duży wpływ na przebieg bitwy miał patrol III plutonu 2 kompanii, który ostrzelał grupę niemieckich koniowodnych, którzy nie zapanowali nad końmi - które jak oszalałe wpadły na żołnierzy niemieckich. W toku dalszej walki partyzanci tracąc 3 zabitych i mając 5 rannych zadali atakującym dotkliwe straty, wynoszące 31 zabitych, 3 rannych, 99 wziętych do niewoli. To zadecydowało, że Niemcy zrezygnowali z dalszej walki i wycofali się. Partyzanci natomiast zmienili miejsce kwaterowania udając się w kierunku Lipna. Pomimo że partyzanci nie zostali rozbici jako należący do 74 pułku piechoty wchodzącego w skład 7 Dywizji Piechoty Armii Krajowej zostali zdemobilizowani.

## Upamiętnienie
W okresie Polski Ludowej zwycięską bitwę oddziałów Armii Krajowej i Batalionów Chłopskich upamiętniono pomnikiem w Krzepinie.